# Mobede

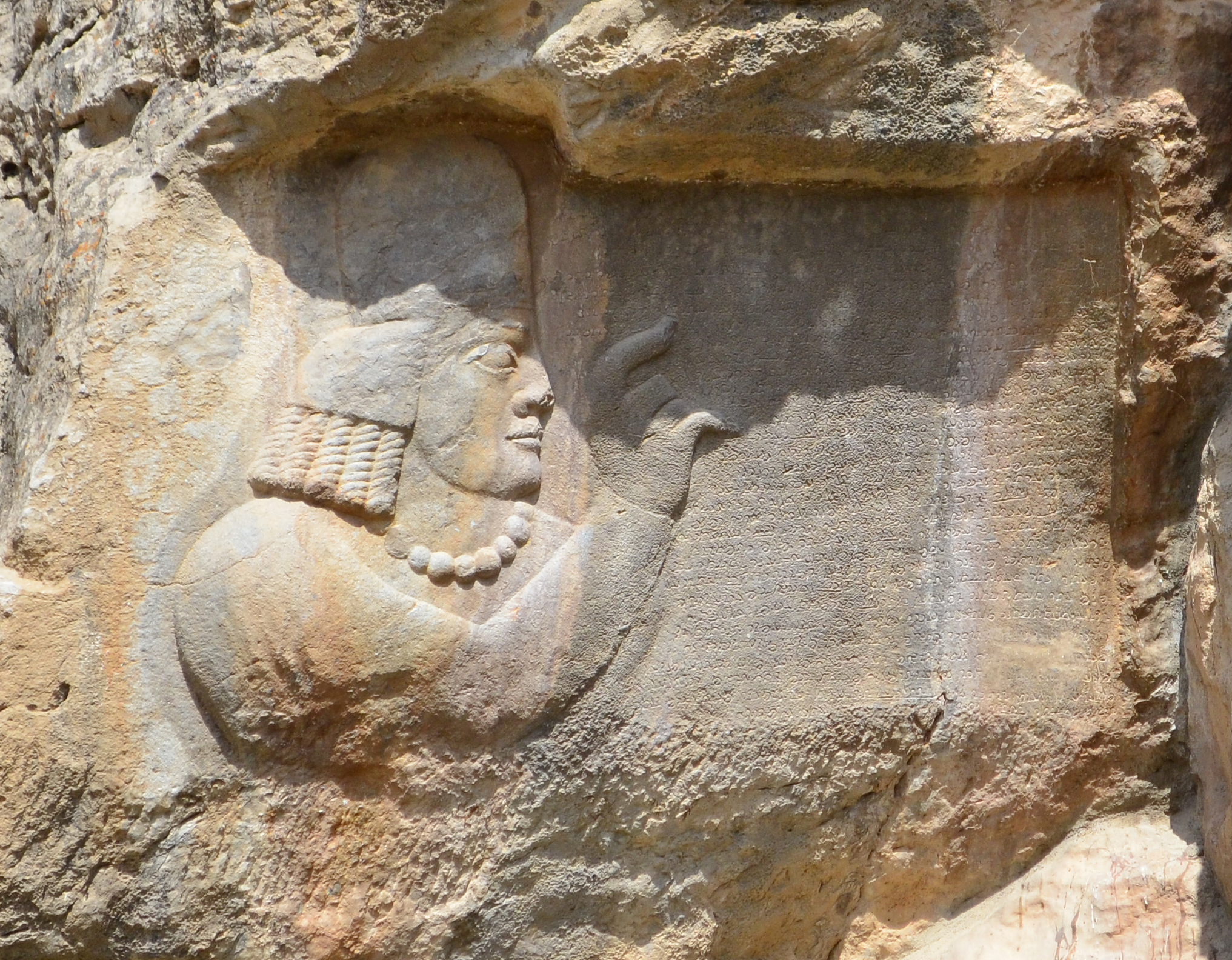
Cartir em sua inscrição em Naqsh-e Rajab

Mobede, mobade (em persa médio: mo(w)bed ou mo(w)bad; em persa antigo: <* magu-pati-; lit. "chefe dos magos"), maguepete (em armênio: magpet) e mobadã mobede (em persa médio: mobadan mobad), era o sumo sacerdote zoroastrista do Império Sassânida.  O primeiro titular conhecido foi Cartir, que esteve ativo no tempo dos xás Sapor I (r. 240–270), Hormisda I (r. 270–271), Vararanes I (r. 271–274), Vararanes II (r. 274–293), Vararanes III (r. 293) e Narses I (r. 293–302).